# Taça Brasil de Futsal
A Taça Brasil de Futsal é um campeonato de futsal do Brasil, é uma das competições mais tradicionais da Confederação Brasileira de Futebol de Salão (CBFS). O campeonato, que reúne os representantes dos Estados (em sua maioria absoluta os campeões), já foi conquistado pelos principais clubes do país.
Atualmente há um sistema de acesso e descenso, com três divisões (Especial, 1ª e 2ª), apesar dos clubes não terem vaga assegurada a cada ano. Assim, o rebaixamento ou acesso se dá em relação à vaga de determinado Estado, que geralmente indica o seu campeão estadual para a disputa. Este sistema de divisões foi implantado na edição de 2010. Até 2009 havia uma fase eliminatória dividida por regiões, em que os campeões de 7 grupos se juntavam ao time da cidade-sede.
A elite da Taça Brasil atualmente reúne, além do representante da cidade-sede, mais nove campeões estaduais, totalizando 10 equipes. Nas outras duas divisões, além dos times das cidades-sede, mais nove campeões ou representantes dos Estados restantes.
A primeira edição foi disputada em 1968, em Lages (SC), e o campeão foi o Carioca Esporte Clube (RJ), gols de Serginho e Aécio, com o Carioca ficando com o 2º lugar e posteriormente desclassificado, assumindo a vaga o Náutico (PE), e a terceira colocação o Helio Moritz (SC). O atual campeão é o Traipu.

## Lista de campeões
| Ano           | Sede              | Campeão                 | Vice-campeão           |
| ------------- | ----------------- | ----------------------- | ---------------------- |
| 1968          | Lages             | Carioca                 | Palmeiras              |
| 1970          | Natal             | Palmeiras               | América de Natal       |
| 1972          | Recife            | Sumov                   | Astória                |
| 1974          | Brasília          | Corinthians             | Grajaú Country         |
| 1976          | Cuiabá            | Náutico                 | Vargas Filho           |
| 1978 Detalhes | Londrina          | Sumov                   | Cassino Bangu          |
| 1980          | Natal             | Sumov                   | Monte Sinai            |
| 1981 Detalhes | Cuiabá            | Monte Sinai             | Corinthians Paulista   |
| 1982 Detalhes | Fortaleza         | Sumov                   | Huracan                |
| 1983 Detalhes | São Paulo         | Vasco da Gama           | Portuguesa             |
| 1984 Detalhes | Rio de Janeiro    | ADC Bradesco Atlântica  | ASCEE-RS               |
| 1985 Detalhes | Fortaleza         | Atlético Mineiro        | ADC Bradesco Atlântica |
| 1986 Detalhes | Curitiba          | Sumov                   | ADC Bradesco Atlântica |
| 1987 Detalhes | São Paulo         | SER Perdigão            | Transbrasil            |
| 1988 Detalhes | Caxias do Sul     | Grêmio Água Branca      | SER Tigre              |
| 1989 Detalhes | Rio de Janeiro    | Enxuta                  | ADC Bradesco Atlântica |
| 1990 Detalhes | Videira           | SER Perdigão            | Votorantim             |
| 1991 Detalhes | Belo Horizonte    | Banfort                 | SER Sadia              |
| 1992 Detalhes | Arapoti           | Banespa                 | Banfort                |
| 1993 Detalhes | Cuiabá            | ADC Inpacel             | SER Sadia              |
| 1994 Detalhes | Natal             | ADC Inpacel             | Enxuta                 |
| 1995 Detalhes | Natal             | Enxuta                  | Sumov                  |
| 1996 Detalhes | Caxias do Sul     | Enxuta                  | Vasco da Gama          |
| 1997 Detalhes | Recife            | Banespa                 | Sumov                  |
| 1998 Detalhes | Foz do Iguaçu     | ADC General Motors      | Tio Sam                |
| 1999 Detalhes | Rio de Janeiro    | Internacional           | Vasco da Gama          |
| 2000 Detalhes | Rio de Janeiro    | Vasco da Gama           | São Paulo              |
| 2001 Detalhes | Fortaleza         | Carlos Barbosa Sumov    | Não houve              |
| 2002 Detalhes | Carlos Barbosa    | Minas                   | Banespa                |
| 2003 Detalhes | Jaraguá do Sul    | Jaraguá                 | Anjo Quimica           |
| 2004 Detalhes | Goiânia           | Jaraguá                 | Carlos Barbosa         |
| 2005 Detalhes | Carlos Barbosa    | Jaraguá                 | Banespa                |
| 2006 Detalhes | Natal             | Jaraguá                 | ABC                    |
| 2007 Detalhes | Teresópolis       | Jaraguá                 | Petrópolis             |
| 2008 Detalhes | Jaraguá do Sul    | Jaraguá                 | São José               |
| 2009 Detalhes | Cascavel          | Carlos Barbosa          | Tigre                  |
| 2010 Detalhes | Jaraguá do Sul    | Corinthians/São Caetano | Carlos Barbosa         |
| 2011 Detalhes | Orlândia          | Joinville               | ADC Intelli Orlândia   |
| 2012 Detalhes | Joinville         | Minas                   | Joinville              |
| 2013 Detalhes | Erechim           | Atlântico Erechim       | Joinville              |
| 2014 Detalhes | Crateús           | Crateús                 | Joinville              |
| 2015 Detalhes | Jaraguá do Sul    | Jaraguá                 | Sorocaba Futsal        |
| 2016 Detalhes | Carlos Barbosa    | Carlos Barbosa          | Assoeva                |
| 2017 Detalhes | Francisco Beltrão | Joinville               | Atlântico Erechim      |
| 2018 Detalhes | Erechim           | Pato Futsal             | Atlântico Erechim      |
| 2019 Detalhes | Erechim           | Atlântico Erechim       | Carlos Barbosa         |
| 2020 Detalhes | Tubarão           | Minas                   | Foz Cataratas          |
| 2021 Detalhes | Dourados          | Magnus                  | Joinville              |
| 2022 Detalhes | Joinville         | Joinville               | Magnus                 |
| 2023 Detalhes | Pato Branco       | Praia Clube             | Pato Futsal            |
| 2024 Detalhes | Sorriso           | Joinville               | Pato Futsal            |
| 2025 Detalhes | Maceió            | Traipu                  | Jaraguá                |

### Títulos por equipe
| Clube                  | Títulos | Vice |
| ---------------------- | ------- | ---- |
| Jaraguá                | 7       | 1    |
| Sumov                  | 6       | 2    |
| Joinville              | 4       | 4    |
| Carlos Barbosa         | 3       | 3    |
| Enxuta                 | 3       | 1    |
| Minas                  | 3       | 0    |
| Atlântico Erechim      | 2       | 2    |
| Banespa                | 2       | 2    |
| Corinthians            | 2       | 1    |
| Vasco da Gama          | 2       | 1    |
| ADC Inpacel            | 2       | 0    |
| SER Perdigão           | 2       | 0    |
| ADC Bradesco Atlântica | 1       | 3    |
| Pato Futsal            | 1       | 2    |
| Banfort                | 1       | 1    |
| Magnus                 | 1       | 1    |
| Monte Sinai            | 1       | 1    |
| Palmeiras              | 1       | 1    |
| Traipu                 | 1       | 0    |
| Praia Clube            | 1       | 0    |
| Água Branca            | 1       | 0    |
| ADC General Motors     | 1       | 0    |
| Atlético Mineiro       | 1       | 0    |
| Carioca                | 1       | 0    |
| Crateús                | 1       | 0    |
| Internacional          | 1       | 0    |
| Náutico Capibaribe     | 1       | 0    |
| SER Sadia              | 0       | 2    |
| ABC                    | 0       | 1    |
| ADC Intelli Orlândia   | 0       | 1    |
| América de Natal       | 0       | 1    |
| Anjo Quimica           | 0       | 1    |
| ASCEE-RS               | 0       | 1    |
| Assoeva                | 0       | 1    |
| Astória                | 0       | 1    |
| Cassino Bangu          | 0       | 1    |
| Foz Cataratas          | 0       | 1    |
| Grajaú Country         | 0       | 1    |
| Huracan                | 0       | 1    |
| Petrópolis             | 0       | 1    |
| Portuguesa             | 0       | 1    |
| São José               | 0       | 1    |
| São Paulo              | 0       | 1    |
| SER Tigre              | 0       | 1    |
| Sorocaba Futsal        | 0       | 1    |
| Tigre                  | 0       | 1    |
| Tio Sam                | 0       | 1    |
| Transbrasil            | 0       | 1    |
| Vargas Filho           | 0       | 1    |
| Vasco da Gama-RS       | 0       | 1    |
| Votorantim             | 0       | 1    |

### Títulos por estado
| Estado              | Títulos | Vice |
| ------------------- | ------- | ---- |
| Santa Catarina      | 13      | 9    |
| Rio Grande do Sul   | 9       | 9    |
| São Paulo           | 8       | 11   |
| Ceará               | 8       | 4    |
| Rio de Janeiro      | 5       | 10   |
| Minas Gerais        | 5       | 1    |
| Paraná              | 3       | 3    |
| Pernambuco          | 1       | 2    |
| Alagoas             | 1       | 0    |
| Rio Grande do Norte | 0       | 2    |